# Sarangi

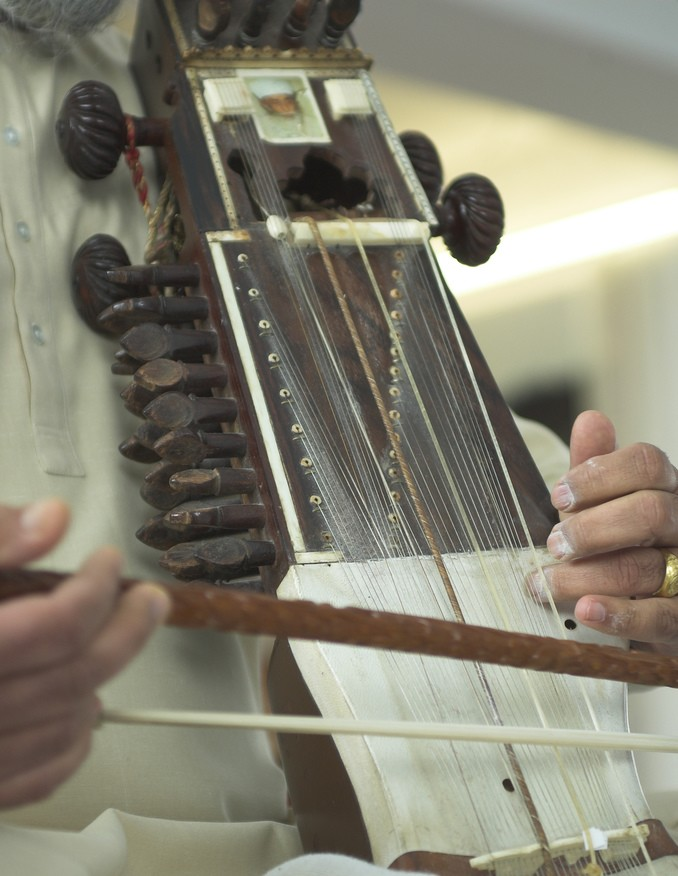
Il sarangi, dettagli

Il sarangi o saranghi è lo strumento ad arco principale della musica indiana. È diffuso soprattutto nella musica etnica, colta o popolare.

## La storia
La leggenda vuole che il sarangi nasca in tempi antichi (attorno al XVI secolo), quando un "hakim" (medico) vagabondo, stanco si sdraia sotto un albero nella foresta per riposare e viene svegliato da un suono lontano, che scopre provenire dal vento che soffia sulla pelle di una scimmia morta e appesa tra i rami dell'albero. Ispirato da questo evento costruisce il primo sarangi. Pare che compaia ufficialmente alla corte di Mohammad Shah II (1719 - 1748), nella musica epica del classico chant khyal.

## Lo strumento
Il sarangi è un antico parente del violino europeo e come esso è estremamente espressivo e difficile da suonare. Il suo nome significherebbe centinaia di colori, a indicare la gamma, la profondità e l'acutezza del suo suono. Lo strumento esprime, secondo Sir Yehudi Menuhin, "i sentimenti e i pensieri dell'animo indiano". Ha un ruolo importante nella musica del Nord dell'India, del Rajasthan, dell'Uttar Pradesh, del Pakistan e dell'Afghanistan, Nepal.
Il sarangi è una cassa di legno piatta, ricavata da un singolo pezzo di legno, solitamente cedro, con tre corde di budello (do-sol-do) e un'ordinata tavola laterale con più di 40 corde di risonanza in acciaio assicurate a chiavi laterali. Il corpo ha una tavola armonica di pelle e ponti in osso o avorio.
Lo strumento si tiene verticalmente sulle gambe e appoggiato al collo e le corde vengono bloccate non con i polpastrelli, ma con le unghie. La polvere di talco è usata sulle mani per facilitare lo scivolamento sullo strumento.
Esistono numerose varietà di sarangi, un'intera famiglia di strumenti, con lo stesso nome, struttura simile, in tutta l'area del Nord dell'India, del Pakistan e dell'Afghanistan.
Il "corpo" è scolpito da un unico pezzo di legno ed è alto una sessantina di centimetri. È suddiviso in due "sezioni", di cui quella inferiore, aperta e cava sul davanti e tondeggiante sul retro, forma una cassa armonica che viene ricoperta di pelle animale (incollata al corpo in legno), con la funzione di piano armonico. La sezione superiore, più squadrata ed aperta sul retro dello strumento, ospita invece i piroli che tendono le corde.
Il sarangi ha tre corde verticali usate per suonare la melodia, fatte con budello animale, accordate su tonica, quinta ed ottava della scala musicale corrispondente al raga od alla "canzone" suonata. Accanto ad esse c'è una corda metallica, a solo scopo di risonanza, accordata sull'ottava. Queste quattro corde sono tese sopra un ponte, solitamente di avorio (o materiale simile), che poggia sul piano armonico di pelle, e la loro tensione viene regolata con quattro grossi piroli inseriti nella parte più alta dello strumento.
Il sarangi viene suonato, tenendolo appoggiato in grembo, con un robusto arco simile a quelli occidentali (ma la curvatura è opposta, come quella di un arco per tirare le frecce), tenuto dalla mano destra a palmo verso l'alto (tecnica simile a quella con cui viene suonata la nostra viola da gamba ed un gran numero di altri strumenti ad arco tradizionali in tutto il mondo).
La mano sinistra, che decide l'intonazione della nota suonata, agisce sulle corde premendole lateralmente (da sinistra verso destra) con il dorso dell'unghia, o anche con la pelle del dorso del dito immediatamente al di sopra dell'unghia, e scorre lungo di esse in modo da produrre i glissati ed i portamenti così tipici (e così importanti) nella musica indiana. È un modo di suonare radicalmente diverso da quello a cui siamo abituati ad esempio con il violino, in cui le dita della mano sinistra premono le corde col polpastrello contro la tastiera sottostante. Nel caso del sarangi, la tastiera ha il solo ruolo di "guidare" il movimento di scorrimento lungo la corda delle dita. Le dita poggiano solo leggermente sulla tastiera, e talvolta si staccano da essa per mantenere unicamente il contatto con la corda. I movimenti melodici principali sono prodotti da un unico dito che scorre sulla corda (indice, medio o anulare a seconda che ci si trovi nella zona grave o acuta della corda), mentre rapide articolazioni di note staccate tra loro vengono eseguite con tutte le dita, similmente al violino.
Ci sono poi più di trenta sottili corde metalliche di risonanza (dette "tarab"), tese anch'esse sopra il ponte in avorio, e sistemate in modo che non interferiscano con la vibrazione delle altre corde, né con l'azione dell'arco che le suona, né con l'azione delle dita della mano sinistra. La sistemazione reciproca di tutte queste corde, dei relativi piroli (applicati sul lato corrispondente al fianco destro del musicista e sulla parte superiore), e del percorso che possono seguire le dita della mano sinistra, fa del sarangi uno strumento alquanto complesso e di non facili tecnica esecutiva e manutenzione.
L'accordatura delle corde "tarab" di risonanza richiede notevole perizia e una discreta quantità di tempo. Vengono accordate sulle note della scala modale che fa da base al raga da eseguire, ed ogni volta che viene suonata una nota, la corrispondente corda di risonanza inizia a vibrare emettendo un dolce suono simile ad un'eco o un riverbero, che conferisce al sarangi un suono inimitabile, per il quale è giustamente famoso. La costante presenza della tonica (suonata su strumenti appositi) e questo effetto di eco sulle note del raga danno un grosso contributo alla creazione del sentimento corrispondente al raga, che viene sviluppato attraverso la melodia.
Il sarangi è progettato, come indica chiaramente l'accordatura delle tre corde della melodia (tonica-quinta-ottava), per eseguire musica modale. La musica indiana è modale, che sia classica o popolare, ed il sarangi è uno degli strumenti più importanti in India. In passato aveva un ruolo quasi unicamente di accompagnamento del canto, ma nel XX secolo, attraverso varie vicissitudini e periodi bui, in cui ha dovuto competere duramente con l'armonium (nella versione indiana), è riuscito a conquistarsi un ruolo solistico pari a quello di strumenti oggi di spicco come il sitar, il sagor, la vina, il santur, il flauto bansuri.